# Fordringsägare (1961)
Fordringsägare är en finländsk TV-film från 1961 i regi av Kerstin Nylander. Filmen bygger på August Strindbergs pjäs med samma namn (1889) och i rollerna ses Märta Laurent, Göran Cederberg, Kurt Ingvall och Carl Öhman. Nylanders film är den första filmatiseringen av Fordringsägare.

## Rollista
- Märta Laurent – Tekla
- Göran Cederberg – Adolf
- Kurt Ingvall – Gustav
- Carl Öhman – man som introducerar föreställningen